# 陈丽蓉
陈丽蓉（1934年—），女，浙江上虞人，中国海洋矿物学家，曾任中国科学院海洋研究所研究员、博士生导师。